# Internationaal congrescentrum van Kyoto

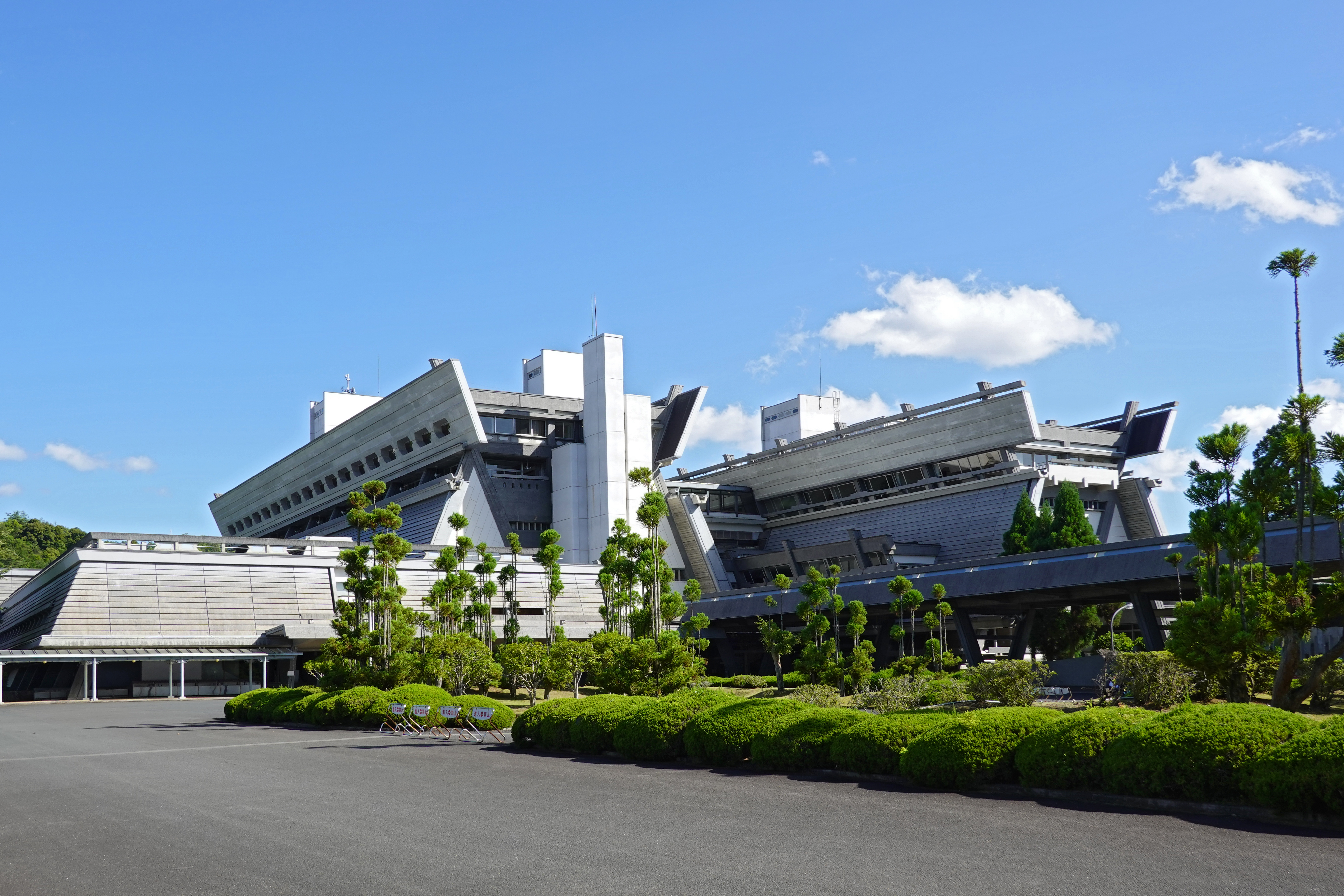
Het Internationaal congrescentrum van Kyoto.

Het Internationaal congrescentrum van Kyoto (ook wel ICC Kyoto genoemd) werd ontworpen door de Japanse architect Sachio Otani in samenwerking met Isamu Kenmochi in de stijl van het brutalisme. Het ontwerp is geïnspireerd op de bergen en pagodes in de omgeving. Het gebouw werd geopend in 1966 en in 1973 werd het uitgebreid.
In dit congrescentrum werd in 1997 het Kyoto-protocol ondertekend. andere belangrijke congressen die hier plaatsvonden waren:
- Congres van de Internationale Telecommunicatie-unie (1994)
- Wereld Water Forum (2003)

Een aantal scènes uit de Japanse martial-artsfilm The Challenge uit 1982 werden in dit complex opgenomen. Zo ook een scène uit de film The Yakuza uit 1975.